# Louise Odier
'Louise Odier' est un cultivar de rosier Bourbon obtenu en 1851 par le rosiériste français Margottin, d'un semis d' 'Émile Courtier'. Il doit son nom à la fille de James Odier, pépiniériste à Bellevue, près de Paris, qui aidait Margottin dans ses obtentions. Ce rosier a été introduit en Angleterre en 1855, accompagnant le grand engouement de l'époque pour ces hybrides dans toute l'Europe. C'est toujours l'un des rosiers Bourbon parmi les plus fameux, grâce à son parfum capiteux et à la délicatesse de ses fleurs, tant par la forme que par la couleur.

## Description

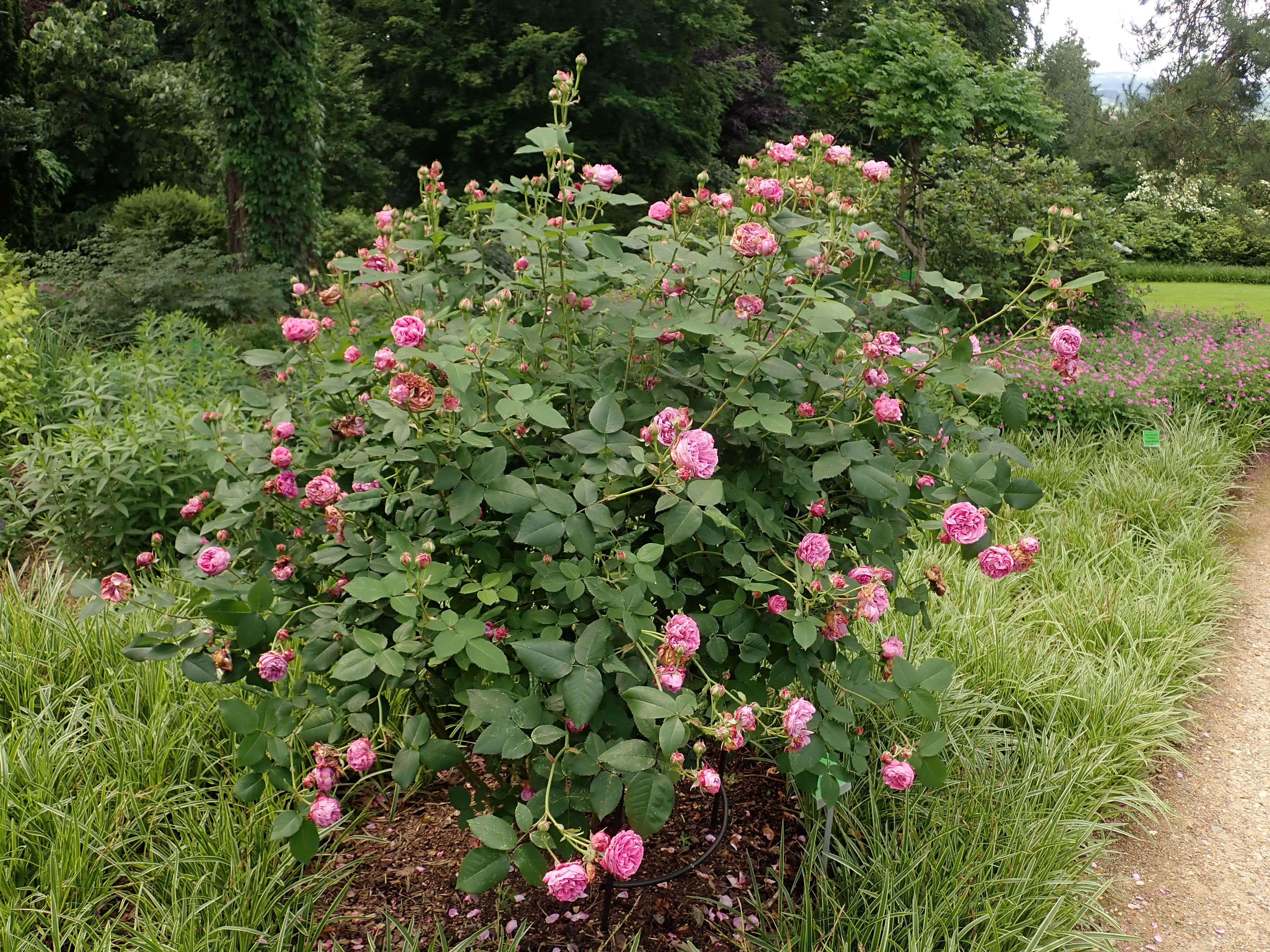
Buisson de 'Louise Odier' en Pologne.

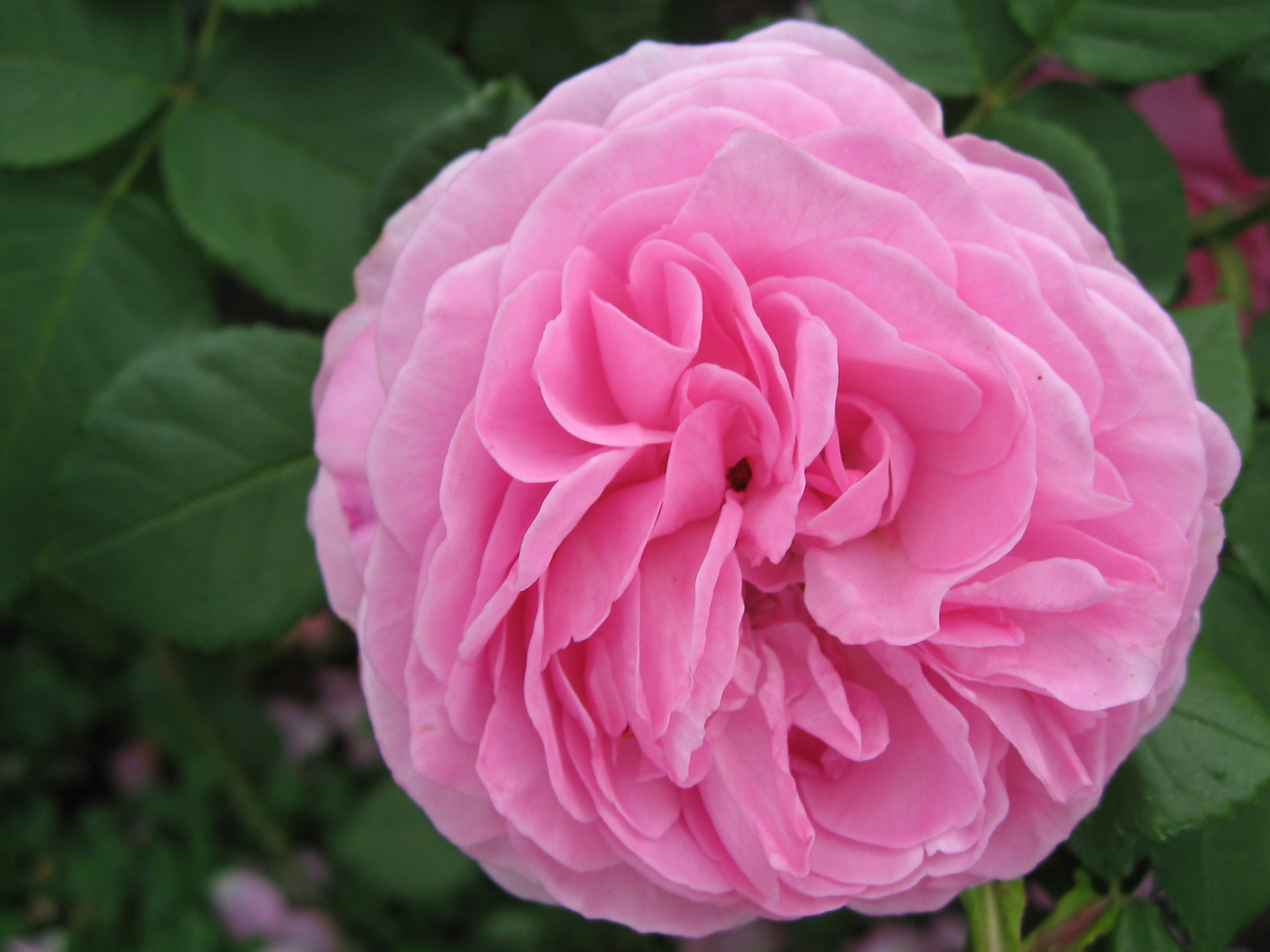
Fleur 'Louise Odier' au Japon.

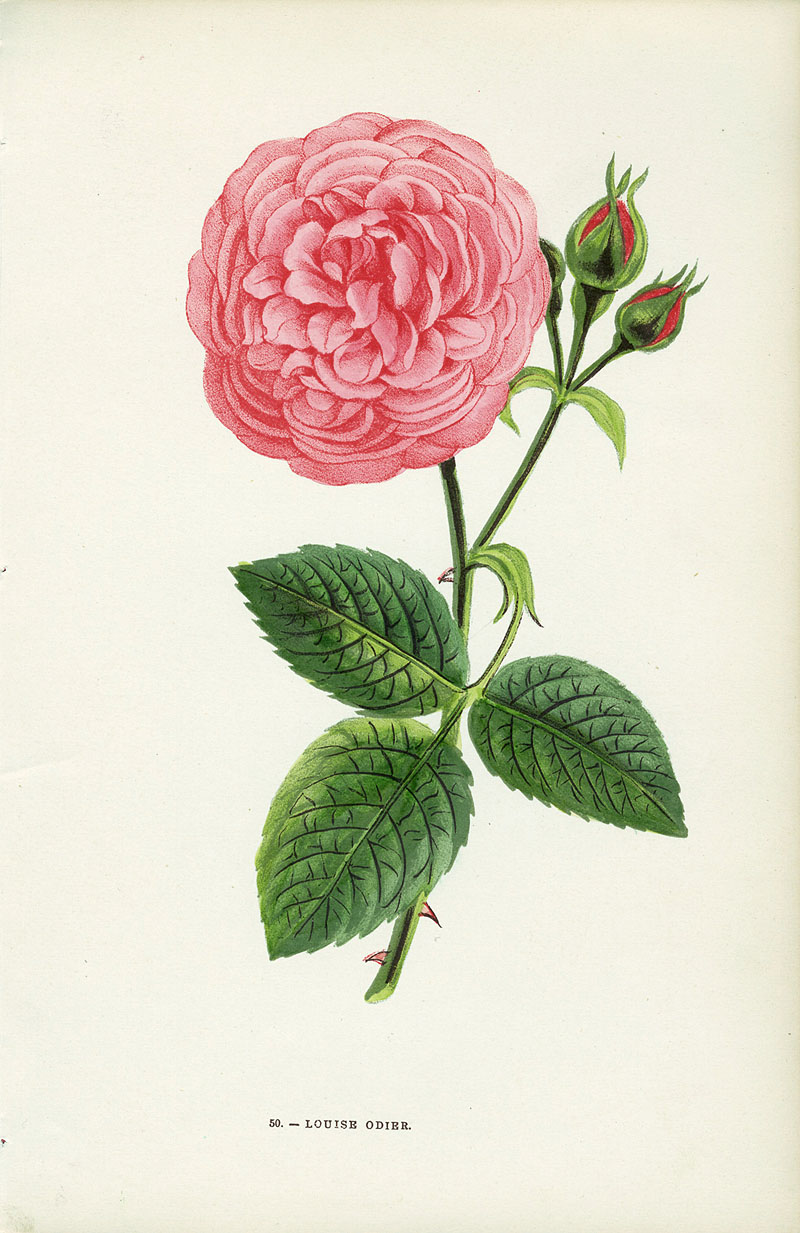
Illustration de 'Louise Odier', in Hippolyte Jamain, Les Roses (1873).

Le buisson de 'Louise Odier' présente un port érigé aux branches vigoureuses et peut atteindre 1,30 à 1,50 mètre de hauteur, pour 1,20 mètre de largeur, et même sous les climats doux 3 mètres de hauteur et 2 mètres de largeur. Son feuillage est vert clair. Il montre les caractéristiques de Rosa chinensis, dont il descend.
Ses fleurs tétraploïdes de 6 à 7 cm de diamètre rappellent par leur forme celles du camélia et arborent 28 à 56 pétales. Elles exhalent une senteur citronnée très prononcée. Les fleurs en coupe parfaite sont roses aux nuances plus claires au cœur et s'épanouissent en bouquets de quatre ou cinq fleurs . Elles fleurissent deux fois, de manière extraordinairement abondante; la première fois en juin et la seconde fois à la fin de l'été. Il peut y avoir quelques petites remontées éparses ensuite.
Sa zone de rusticité est 5b ; il s'agit donc d'un rosier résistant aux hivers rigoureux, ainsi la Société des roses de Suède le recommande pour ses climats. Il doit être traité contre la maladie des taches noires et n'aime pas les terres trop humides.
On peut notamment l'admirer à l'Europa-Rosarium de Sangerhausen.

## Quelques distinctions

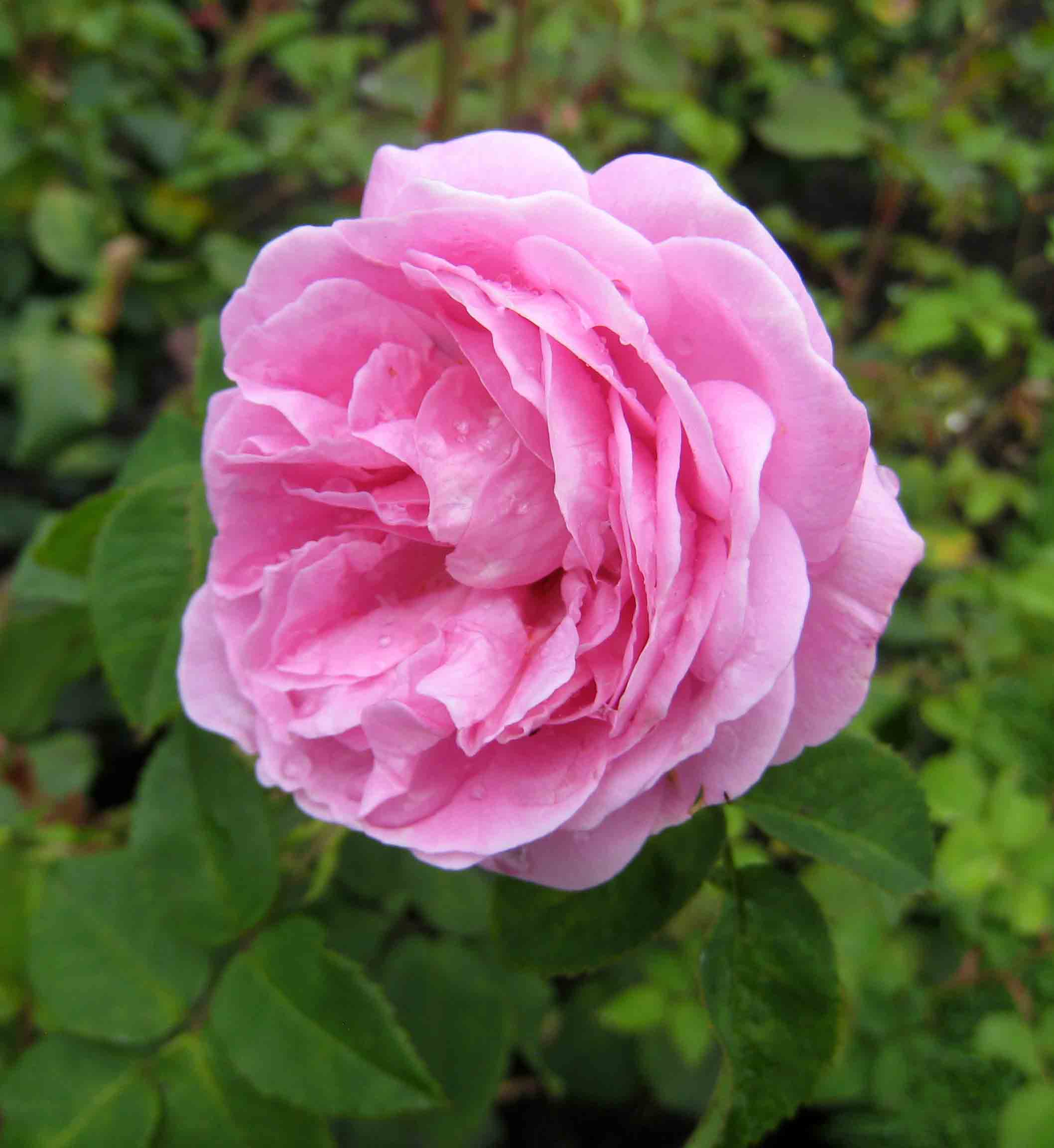
Fleur 'Louise Odier' en Nouvelle-Zélande.

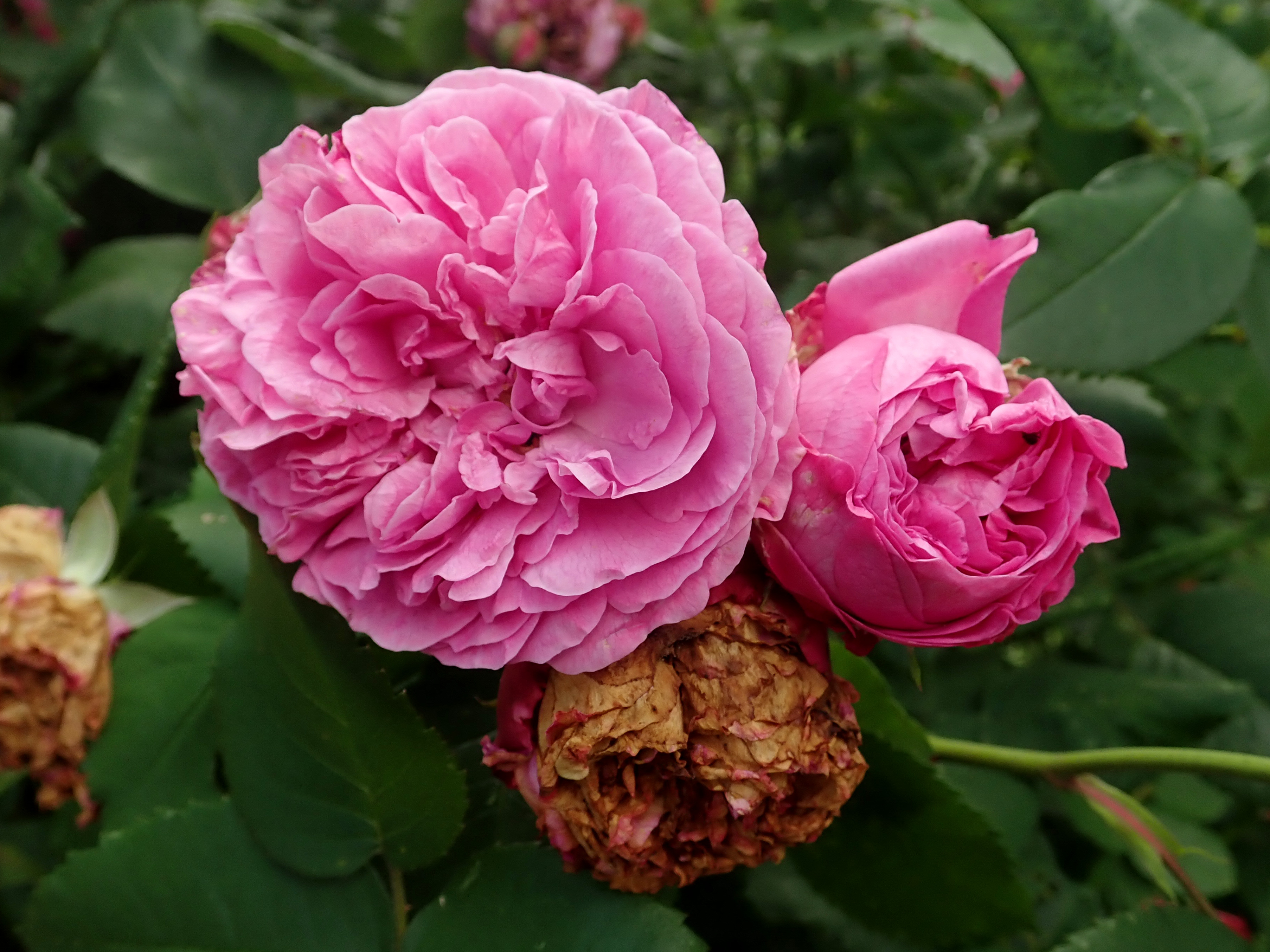
Fleurs épanouies en Pologne.

- Dowager Rose Queen (ARS). Connecticut Rose Society Show. 2001
- Dowager Rose Queen (ARS). Pacific Rose Society Show. 2001
- Dowager Rose Queen (ARS). Rose Society of Greater St. Louis Show. 2001
- Dowager Rose Queen (ARS). Savannah Rose Society Show. 2001
- Dowager Rose Queen (ARS). Schenectady Rose Society Show. 2001
- Dowager Rose Queen (ARS). Tinseltown Rose Society Show. 2001
- Dowager Rose Queen (ARS). Detroit Rose Society Show. 2000
- Dowager Rose Queen (ARS). Duneland Rose Society Show. 2000
- Dowager Rose Queen (ARS). Kansas City Rose Society Show. 2000
- Dowager Rose Queen (ARS). Minnesota Rose Society Show. 2000
- Dowager Rose Queen (ARS). Glendale Rose Society Show. 1999
- Dowager Rose Queen (ARS). Milwaukee Rose Society Show. 1999
- Dowager Rose Queen (ARS). Milwaukie Rose Society Show. 1999
- Dowager Rose Queen (ARS). Mount Diablo Rose Society Show. 1999
- Dowager Rose Queen (ARS). South Coast Rose Society Show. 1999
- Dowager Rose Queen (ARS). Medford Rose Society Show. 1998

## Descendance
'Louise Odier' a donné naissance à plusieurs variétés dont 'Catherine Guillot' (Guillot fils, 1860), 'Adam Messerich' (Lambert, 1920).